# Miandrarivo (Tsiroanomandidy)
Miandrarivo est une commune rurale de Madagascar, située dans le centre-sud de la région Bongolava.